# Chrysosporium xerophilum
Chrysosporium xerophilum är en svampart som beskrevs av Pitt 1966. Chrysosporium xerophilum ingår i släktet Chrysosporium och familjen Onygenaceae.   Inga underarter finns listade i Catalogue of Life.